# یورگن روبر
یورگن روبر (انگلیسی: Jürgen Röber؛ زادهٔ ۲۵ دسامبر ۱۹۵۳) بازیکن فوتبال اهل آلمان است.
از باشگاه‌هایی که در آن بازی کرده‌است می‌توان به باشگاه فوتبال ناتینگهام فارست، باشگاه فوتبال بایر ۰۴ لورکوزن، باشگاه فوتبال روت‌وایس اسن، باشگاه ورزشی وردر برمن، و باشگاه فوتبال بایرن مونیخ اشاره کرد.